# Nagycsány, Baranya
Nagycsány este un sat în districtul Sellye, județul Baranya, Ungaria, având o populație de 159 de locuitori (2011). 

## Demografie
Componența etnică a satului Nagycsány
     Maghiari (100%)
Componența confesională a satului Nagycsány
     Romano-catolici (48,43%)
     Fără religie (19,5%)
     Reformați (18,24%)
     Necunoscută (13,84%)
Conform recensământului din 2011, satul Nagycsány avea 159 de locuitori. Din punct de vedere etnic, majoritatea locuitorilor (100,0%) erau maghiari. Nu există o religie majoritară, locuitorii fiind romano-catolici (48,43%), persoane fără religie (19,5%) și reformați (18,24%). Pentru 13,84% din locuitori nu este cunoscută apartenența confesională.